# La Chambre obscure (film, 2000)
Pour les articles homonymes, voir La Chambre obscure.
Pour plus de détails, voir Fiche technique et Distribution.
La Chambre obscure est un film dramatique français réalisé par Marie-Christine Questerbert, sorti en 2000.

## Synopsis
En France, au XIVe siècle, le roi souffre d'une fistule qu'aucun de ses médecins n'a pu soigner. Dans le palais, on se prépare à la mort du souverain. Une jeune femme, Aliénor, parvient toutefois à le guérir. Comme récompense, elle demande au roi de lui accorder la main de Bertrand de Roussillon, un jeune noble, qu'elle a connu enfant et dont elle est éprise depuis et qui est membre de la cour.  Bien que Bertrand de Roussillon soit fermement opposé à cette idée, le souverain lui impose le mariage, prononcé rapidement dans une chapelle de la résidence royale. La jeune femme gagne ensuite le château de son époux pour y vivre. Celui-ci toutefois la traite avec dédain, ne consomme pas la nuit de noces et part rapidement guerroyer en Toscane, laissant Aliénor à la tête de la seigneurie. Décidée à le retrouver et à le conquérir, elle part à son tour en Italie. Elle y découvre cependant que son époux est épris d'une jeune Italienne. Grâce à l'aide de la mère de celle-ci, Aliénor parvient à se substituer à  elle. Dans l'obscurité, elle devient durant plusieurs nuits la maîtresse de Bertrand. Après avoir accouché, elle retourne en France dans le château de son époux afin de lui présenter ses enfants et de pouvoir enfin vivre avec lui. L'accueil au départ est plutôt glacial.

## Fiche technique
- Titre français : La Chambre obscure
- Réalisation : Marie-Christine Questerbert
- Scénario : Marie-Christine Questerbert
- Photographie : Emmanuel Machuel
- Décorateur : Laurent Allaire
- Costumes : Jean-Daniel Vuillermoz
- Pays d'origine : France
- Genre : Film dramatique
- Date de sortie : 2000

## Distribution
- Caroline Ducey : Aliénor
- Melvil Poupaud : Bertrand
- Mathieu Demy : Thomas
- Sylvie Testud : Azalaïs
- Jackie Berroyer : le roi
- Hugues Quester : Ambrogio
- Édith Scob : la veuve
- Pierre Baillot : Maître Gérard de Narbonne
- Dimitri Rataud : Marc
- Christian Cloarec : Guillaume
- Roch Leibovici : Anseau
- Luis Rego : le confesseur
- Jean-Christophe Bouvet : l'évêque Turpin
- Alice Houri : Lisotta
- Jean Terensier : le chambellan
- Christophe Bouisse : Frère Gerbaut
- Jean-Paul Zehnacker : le chanoine
- Fabien Behar : Maître Lombard
- Brigitte de Villepoix : la sage femme
- Sandrine Blancke : une jouvencelle
- Thibault de Montalembert : Thibaud
- Serpentine Teyssier : la mère supérieure